# Stanley Adams (parolier)
Pour les articles homonymes, voir Stanley Adams et Adams.
Stanley Adams, né le 14 août 1907 à Manhattan, New York, et mort le 27 janvier 1994  à Manhasset, Long Island, est un parolier et compositeur américain.

## Biographie
Stanley Adams étudie le droit à l’Université de New York. Il débute dans le monde de la musique en écrivant pour la revue du Connie’s Inn (en), un night-club de Harlem.
Sa première chanson, Rollin’ Down the River, écrite avec Fats Domino, est popularisée par Guy Lombardo. Elle est également interprétée par Dinah Washington et Esther Phillips, entre autres. Par la suite il écrit notamment pour les compositeurs Hoagy Carmichael, Ray Henderson et Max Steiner. Adams est l’auteur de l’adaptation anglaise de la chanson Cuando Vuelva A Tu Lado (What a Diff'rence a Day Makes), écrite par le compositeur mexicain Maria Mendez Grever en 1934, ainsi que de La Cucaracha. Il travaille en tant que parolier sur de nombreuses musiques de films, comme Duel au soleil (Duel in the Sun) ou encore Le Droit d’aimer (My Reputation).
Stanley Adams dirige l’ASCAP (American Society of Composers, Authors and Publishers) à deux reprises : entre 1953 et 1956, puis de 1959 à 1980.